# Требухена
Требухена (ісп. Trebujena) — муніципалітет в Іспанії, у складі автономної спільноти Андалусія, у провінції Кадіс. Населення — 7034 особи (2010).
Муніципалітет розташований на відстані близько 450 км на південний захід від Мадрида, 38 км на північ від Кадіса.

## Демографія
Динаміка населення (INE ):

## Галерея зображень

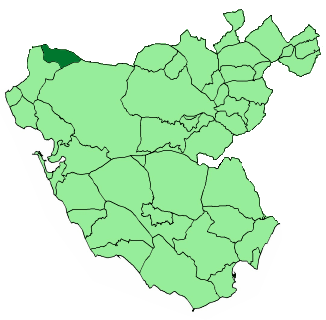
Розташування муніципалітету у провінції Кадіс
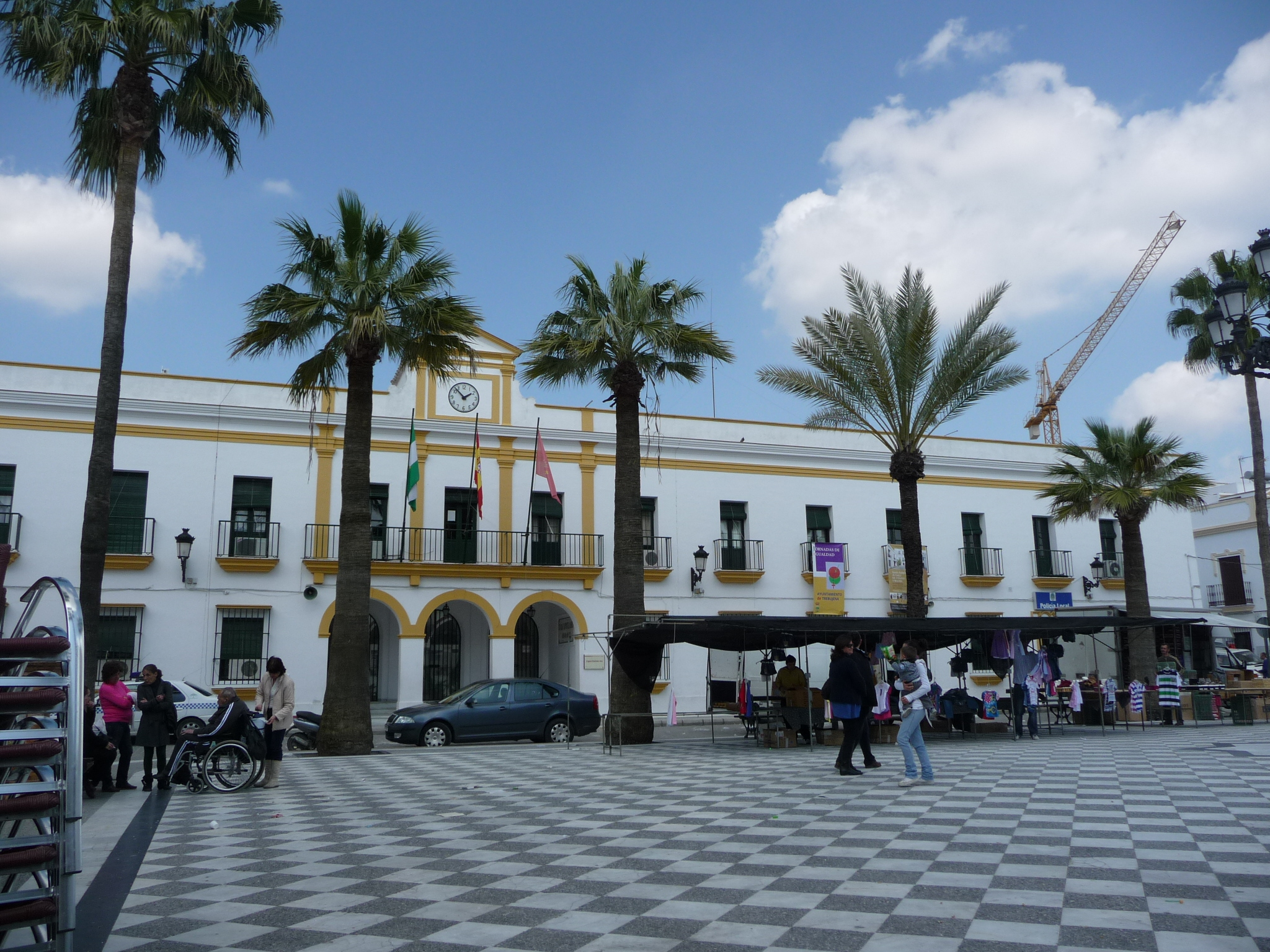
Муніципальна рада